# Associazione Calcio Legnano 2021-2022
Questa voce raccoglie le informazioni riguardanti l'Associazione Calcio Legnano S.S.D. nelle competizioni ufficiali della stagione 2021-2022.

## Stagione
Anche questa stagione è stata condizionata dalla pandemia di COVID-19, con il rinvio di due incontri di campionato del Legnano. In campionato, il Legnano disputa nuovamente la stagione in Serie D, in virtù del sesto posto nella stagione precedente, questa volta inserito nel girone B. In campionato giunge secondo, a 16 punti dalla capolista Sangiuliano City e a 2 punti dalla terza in classifica, la Casatese, qualificandosi ai play-off. Ai play-off il Legnano supera in semifinale la Folgore Caratese, ma viene sconfitto in finale dalla Casatese e manca così la promozione in Serie C. In Coppa Italia Serie D viene eliminato al primo turno dalla Castellanzese.

## Divise e sponsor
Lo sponsor tecnico del Legnano per la stagione 2021-2022 è la Erreà, mentre lo sponsor ufficiale è la EffeGiCi. La divisa casalinga è lilla con pantaloncini e calzettoni bianchi, mentre la seconda divisa è composta da una maglia nera e da pantaloncini e da calzettoni neri. La prima divisa del portiere è gialla, mentre la seconda divisa è verde con inserti verde scuro e neri.
| Casa | Trasferta | Portiere |  |

## Organigramma societario
Aggiornato al 21 maggio 2022
Area direttiva
- Presidente: Giovanni Munafò
- Presidente onorario: Diego Munafò
- Vicepresidente vicario: Alberto Tomasich
- Vicepresidente: Nazareno Triburzi
- Direttore generale: Francesco Focone
- Consiglieri: Giovanni Munafò, Diego Munafò, Alberto Tomasich, Nazareno Triburzi, Nicola Seguino, Federico Bonzi, Luca Moriggi, Marcello Barone, Paride Monaco, Claudio Zuccarini, Domenico Ditto, Walter Persino, Diego Annoni, Giovanni Russo

Area organizzativa
- Segretario generale: Marino Varalli
- Team manager: Pier Giorgio Bragé
- Responsabile area tecnica: Romualdo Capocci
- Addetto stampa: Loris Lazzati
- Responsabile settore giovanile: Alfonso Costantino
- Responsabile area stadio: Mario Tajé
- Webmaster e social: Stefano Branca
- Addetto agli arbitri: Daniele Monolo
- Speaker ufficiale: Giovanni Colombo

Area tecnica
- Direttore sportivo: Eros Pogliani
- Allenatore: Marco Sgrò
- Preparatore portieri: Paolo Rigolino
- Preparatore atletico: Andrea Olgiati

Area sanitaria
- Medico sociale: Claudio Zuccarini
- Fisioterapista: Davide Borghetti

## Rosa
Aggiornata al 19 maggio 2022
| N. |                        | Ruolo | Calciatore               |
| -- | ---------------------- | ----- | ------------------------ |
|    | Italia (bandiera)      | P     | Filippo Feragina         |
|    | Italia (bandiera)      | P     | Daniele Proverbio        |
|    | Italia (bandiera)      | P     | Giovanni Russo           |
|    | Italia (bandiera)      | P     | Luca Pasquale Tamma      |
|    | Italia (bandiera)      | P     | Riccardo Tolomeo         |
|    | Italia (bandiera)      | D     | Andrea Becchi            |
|    | Italia (bandiera)      | D     | Filippo Bertonelli       |
|    | Italia (bandiera)      | D     | Samuele Bettoni          |
|    | Italia (bandiera)      | D     | Francesco Bini           |
|    | Italia (bandiera)      | D     | Lorenzo Caradonna        |
|    | Italia (bandiera)      | D     | Davide De Stefano        |
|    | Stati Uniti (bandiera) | D     | Rafael Antonio Iacovelli |
|    | Italia (bandiera)      | D     | Lorenzo Mantovani        |
|    | Italia (bandiera)      | D     | Matteo Moracchioli       |
|    | Italia (bandiera)      | D     | Andrea Robbiati          |
|    | Italia (bandiera)      | D     | Francesco Testa          |
|    | Italia (bandiera)      | C     | Alessandro Barbui        |

| N. |                   | Ruolo | Calciatore                |
| -- | ----------------- | ----- | ------------------------- |
|    | Italia (bandiera) | C     | Roberto Beretta           |
|    | Italia (bandiera) | C     | Federico Bertoli          |
|    | Italia (bandiera) | C     | Edoardo Confalonieri      |
|    | Italia (bandiera) | C     | Marco Di Lernia           |
|    | Italia (bandiera) | C     | Riccardo Febbrasio        |
|    | Italia (bandiera) | C     | Nicolò Gambino            |
|    | Italia (bandiera) | C     | Giorgio Mazzei            |
|    | Italia (bandiera) | C     | Luigi Ronzoni             |
|    | Italia (bandiera) | C     | Valerio Todaj             |
|    | Italia (bandiera) | C     | Alessandro Tondi          |
|    | Italia (bandiera) | A     | Alberto Barazzetta        |
|    | Italia (bandiera) | A     | Marco José Bingo          |
|    | Italia (bandiera) | A     | Ako Michel Eboa           |
|    | Italia (bandiera) | A     | Marco Gasparri (capitano) |
|    | Italia (bandiera) | A     | Edoardo Grosso            |
|    | Italia (bandiera) | A     | Alessio Quaggio           |
|    | Italia (bandiera) | A     | Riccardo Ravasi           |

Nota: in corsivo i calciatori che hanno lasciato la società a stagione in corso.

## Calciomercato
Aggiornato al 19 maggio 2022

### Sessione estiva
| Acquisti | Acquisti             | Acquisti               | Acquisti   |
| R.       | Nome                 | da                     | Modalità   |
| -------- | -------------------- | ---------------------- | ---------- |
| P        | Filippo Feragina     | Pro Patria             | -          |
| P        | Daniele Proverbio    | Renate                 | -          |
| P        | Luca Tamma           | Arezzo                 | -          |
| D        | Filippo Bertonelli   | Carrarese              | -          |
| D        | Samuele Bettoni      | Casale                 | -          |
| D        | Francesco Bini       | Folgore Caratese       | -          |
| D        | Lorenzo Caradonna    | -                      | svincolato |
| D        | Lorenzo Mantovani    | Mezzolara              | -          |
| D        | Matteo Moracchioli   | Monza                  | -          |
| D        | Andrea Robbiati      | Monza                  | -          |
| D        | Francesco Testa      | Giana Erminio          | -          |
| C        | Federico Bertoli     | Pro Sesto              | -          |
| C        | Edoardo Confalonieri | -                      | svincolato |
| C        | Nicolò Gambino       | Pont Donnaz Hône Arnad | -          |
| A        | Alberto Barazzetta   | Brescia                | -          |
| A        | Edoardo Grosso       | Como                   | -          |
| A        | Riccardo Ravasi      | Chieri                 | -          |

| Cessioni | Cessioni               | Cessioni              | Cessioni   |
| R.       | Nome                   | a                     | Modalità   |
| -------- | ---------------------- | --------------------- | ---------- |
| P        | Christian Colnaghi     | -                     | svincolato |
| P        | Luca Sergej Piccirillo | -                     | svincolato |
| D        | Edoardo Brusa          | Sangiuliano City      | -          |
| D        | Simone Diana           | Club Milano           | -          |
| D        | Fabrizio De Stefano    | -                     | svincolato |
| D        | Francesco Luoni        | Arconatese            | -          |
| D        | Riccardo Nava          | Piacenza              | -          |
| D        | Federico Ortolani      | Alcione               | -          |
| C        | Keivin Bzetaj          | -                     | svincolato |
| C        | Simone Damo            | Vogherese             | -          |
| C        | Edoardo Febbrasio      | -                     | svincolato |
| C        | Stefano Pellini        | Solbiatese            | -          |
| C        | Lorenzo Rossi          | -                     | svincolato |
| C        | Mattia Tunesi          | -                     | svincolato |
| A        | Dario Braidich         | Castellanzese         | -          |
| A        | Riccardo Cocuzza       | Folgore Caratese      | -          |
| A        | Marco Fondi            | RG Ticino             | -          |
| A        | Niccolò Frau           | -                     | svincolato |
| A        | Christian Mangiarotti  | Piccardo Traversetolo | -          |
| A        | Brando Radaelli        | Fanfulla              | -          |

### Sessione invernale
| Acquisti | Acquisti                 | Acquisti                     | Acquisti   |
| R.       | Nome                     | da                           | Modalità   |
| -------- | ------------------------ | ---------------------------- | ---------- |
| P        | Riccardo Tolomeo         | Fano                         | -          |
| D        | Andrea Becchi            | Accademia Pavese San Genesio | -          |
| D        | Rafael Antonio Iacovelli | Sammaurese                   | -          |
| C        | Riccardo Febbrasio       | -                            | svincolato |
| C        | Alessandro Tondi         | Vergiatese                   | -          |
| A        | Ako Michel Eboa          | -                            | svincolato |
| A        | Alessio Quaggio          | Vogherese                    | -          |

| Cessioni | Cessioni          | Cessioni | Cessioni |
| R.       | Nome              | a        | Modalità |
| -------- | ----------------- | -------- | -------- |
| D        | Davide De Stefano | Tritium  | -        |
| C        | Nicolò Gambino    | Tritium  | -        |

## Risultati

### Serie D (girone B)

#### Girone di andata
| Arbitro: | Franzó (Siracusa) |

|                |           |          |
| Bardelloni 79’ | Marcatori | 73’ Bini |

| Arbitro: | Bianchi (Prato) |

|                           |           |  |
| Bingo 16’, 75’ Ravasi 88’ | Marcatori |  |

| Arbitro: | Rosello (Catanzaro) |

|                                    |           |                          |
| Orellana 24’ Fall 72’ Ballabio 80’ | Marcatori | 21’ Ronzoni 89’ Robbiati |

| Arbitro: | Tona Mbei (Cuneo) |

|                                   |           |              |
| Ravasi 6’ Bingo 14’ Di Lernia 69’ | Marcatori | 45’ Gecchele |

| Arbitro: | Poli (Verona) |

|  |           |                                       |
|  | Marcatori | 9’, 72’ Mauri 39’ Triglia 55’ Mondini |

| Arbitro: | Di Renzo (Bolzano) |

|                                            |           |                                                       |
| Cavagna 50’ (rig.) Ekuban 53’ Panzetta 77’ | Marcatori | 7’ Ravasi 29’ Confalonieri 59’ Ronzoni 90’ Barazzetta |

| Arbitro: | Maccarini (Arezzo) |

|              |           |            |
| Gasparri 90’ | Marcatori | 47’ Recino |

| Arbitro: | Lingamoorthy (Genova) |

|                                                |           |  |
| Marangon 18’ (rig.) Aliu 46’, 90’ Campagna 79’ | Marcatori |  |

| Arbitro: | Olmi Zippilli (Mantova) |

|                   |           |  |
| Ravasi 74’ (rig.) | Marcatori |  |

| Arbitro: | Peletti (Crema) |

|                          |           |  |
| Cogliati 19’ Pascali 84’ | Marcatori |  |

| Arbitro: | Recchia (Brindisi) |

|                       |           |  |
| Beretta 45’ Bingo 85’ | Marcatori |  |

| Arbitro: | Pazzarelli (Macerata) |

|  |           |           |
|  | Marcatori | 69’ Bingo |

| Arbitro: | Striamo (Salerno) |

|  |           |             |
|  | Marcatori | 49’ Beretta |

| Arbitro: | Menozzi (Treviso) |

|            |           |                            |
| Ravasi 65’ | Marcatori | 14’ De Angelis 87’ Scaglia |

| Arbitro: | Allegretta (Molfetta) |

|                 |           |               |
| Parravicini 28’ | Marcatori | 90+1’ Quaggio |

| Arbitro: | Mazzoni (Prato) |

|                       |           |  |
| Quaggio 21’ Bingo 87’ | Marcatori |  |

| Arbitro: | Rizzello (Casarano) |

|          |           |                                 |
| Seck 77’ | Marcatori | 25’ Ravasi 89’ (rig.) Di Lernia |

| Arbitro: | Campazzo (Genova) |

|                                            |           |  |
| Ravasi 51’ (rig.) Bingo 69’ Barazzetta 85’ | Marcatori |  |

| Arbitro: | Negrelli (Finale Ligure) |

|                               |           |              |
| Tirelli 51’ Giangaspero 90+4’ | Marcatori | 72’ Gasparri |

#### Girone di ritorno
| Arbitro: | Moretti (Firenze) |

|              |           |  |
| Gasparri 73’ | Marcatori |  |

| Arbitro: | Peletti (Crema) |

|             |           |                  |
| Troiano 45’ | Marcatori | 16’ Confalonieri |

| Arbitro: | Cutrufo (Catania) |

|            |           |  |
| Becchi 90’ | Marcatori |  |

| Arbitro: | Arcidiacono (Acireale) |

|  |           |                               |
|  | Marcatori | 10’ Confalonieri 58’ Gasparri |

| Arbitro: | Nigro (Prato) |

|                                                |           |  |
| Melchiori 47’ (rig.) Goglino 60’ Tanghetti 82’ | Marcatori |  |

| Arbitro: | Di Loreto (Terni) |

|             |           |  |
| Quaggio 29’ | Marcatori |  |

| Arbitro: | Vingo (Pisa) |

|                      |           |  |
| Isella 46’ Mecca 56’ | Marcatori |  |

| Arbitro: | Tona Mbei (Cuneo) |

|                        |           |                         |
| Beretta 2’ Bertoli 42’ | Marcatori | 23’ (rig.), 89’ Ferrari |

| Ponte San Pietro 13 marzo 2022, ore 14.30 CET 28ª giornata | Ponte San Pietro   | 0 – 0 referto | Legnano | Stadio Matteo Legler\| Arbitro: \| Selvatici (Rovigo) \| |
| Arbitro:                                                   | Selvatici (Rovigo) |               |         |                                                          |

| Legnano 27 marzo 2022, ore 15.00 CEST 29ª giornata | Legnano             | 0 – 0 referto | Sangiuliano City | Stadio Giovanni Mari\| Arbitro: \| Marin (Portogruaro) \| |
| Arbitro:                                           | Marin (Portogruaro) |               |                  |                                                           |

| Arbitro: | Galiffi (Alghero) |

|                |           |             |
| Compagnoni 51’ | Marcatori | 38’ Quaggio |

| Arbitro: | Giaquinto (Parma) |

|                            |           |               |
| Caradonna 58’ Gasparri 68’ | Marcatori | 48’ Valsecchi |

| Arbitro: | Terribile (Bassano del Grappa) |

|                                       |           |              |
| Ronzoni 33’ Caradonna 51’ Quaggio 87’ | Marcatori | 35’ Cerasani |

| Arbitro: | Gangi (Enna) |

|                                                  |           |  |
| Muhic 22’ Mozzanica 25’ Faini 51’ De Angelis 90’ | Marcatori |  |

| Arbitro: | Monesi (Crotone) |

|                 |           |                 |
| Quaggio 6’, 90’ | Marcatori | 58’ Parravicini |

| Arbitro: | Muccignato (Pordenone) |

|             |           |  |
| Schiavo 47’ | Marcatori |  |

| Arbitro: | Gresia (Piacenza) |

|                            |           |              |
| Confalonieri 43’ Bingo 85’ | Marcatori | 52’ Castelli |

| Caravaggio 8 maggio 2022, ore 15.00 CEST 37ª giornata | Caravaggio          | 0 – 0 referto | Legnano | Stadio comunale\| Arbitro: \| Migliorini (Verona) \| |
| Arbitro:                                              | Migliorini (Verona) |               |         |                                                      |

| Arbitro: | Viapiana (Catanzaro) |

|                        |           |                 |
| Gasparri 21’ Bingo 56’ | Marcatori | 71’ Giangaspero |

#### Play-off
| Arbitro: | Bocchini (Roma) |

|                             |           |  |
| Ravasi 69’ Confalonieri 78’ | Marcatori |  |

| Arbitro: | Rispoli (Locri) |

|             |           |                                                  |
| Quaggio 67’ | Marcatori | 11’ Pirola 23’ Pontiggia 34’ Sala 75’ Comberiati |

### Coppa Italia Serie D

#### Primo turno
| Arbitro: | Raineri (Como) |

|                               |           |                              |
| Braidich 31’, 63’ Colombo 68’ | Marcatori | 36’ Di Lernia 77’ Barazzetta |

## Statistiche
Statistiche aggiornate al 29 maggio 2022

### Statistiche di squadra
| Competizione         | Punti | In casa | In casa | In casa | In casa | In casa | In casa | In trasferta | In trasferta | In trasferta | In trasferta | In trasferta | In trasferta | Totale | Totale | Totale | Totale | Totale | Totale | DR |
| Competizione         | Punti | G       | V       | N       | P       | Gf      | Gs      | G            | V            | N            | P            | Gf           | Gs           | G      | V      | N      | P      | Gf     | Gs     | DR |
| -------------------- | ----- | ------- | ------- | ------- | ------- | ------- | ------- | ------------ | ------------ | ------------ | ------------ | ------------ | ------------ | ------ | ------ | ------ | ------ | ------ | ------ | -- |
| Serie D              | 66    | 19      | 14      | 3       | 2       | 32      | 15      | 19           | 5            | 6            | 8            | 17           | 29           | 38     | 19     | 9      | 10     | 49     | 44     | +5 |
| Coppa Italia Serie D | -     | 0       | 0       | 0       | 0       | 0       | 0       | 1            | 0            | 0            | 1            | 2            | 3            | 1      | 0      | 0      | 1      | 2      | 3      | -1 |
| Totale               | -     | 19      | 14      | 3       | 2       | 32      | 15      | 20           | 5            | 6            | 9            | 19           | 32           | 39     | 19     | 9      | 11     | 51     | 47     | +4 |

### Andamento in campionato
| Giornata  | 1  | 2 | 3 | 4 | 5 | 6 | 7 | 8  | 9 | 10 | 11 | 12 | 13 | 14 | 15 | 16 | 17 | 18 | 19 | 20 | 21 | 22 | 23 | 24 | 25 | 26 | 27 | 28 | 29 | 30 | 31 | 32 | 33 | 34 | 35 | 36 | 37 | 38 |
| --------- | -- | - | - | - | - | - | - | -- | - | -- | -- | -- | -- | -- | -- | -- | -- | -- | -- | -- | -- | -- | -- | -- | -- | -- | -- | -- | -- | -- | -- | -- | -- | -- | -- | -- | -- | -- |
| Luogo     | T  | C | T | C | C | T | C | T  | C | T  | C  | T  | T  | C  | T  | C  | T  | C  | T  | C  | T  | C  | T  | T  | C  | T  | C  | T  | C  | T  | C  | C  | T  | C  | T  | C  | T  | C  |
| Risultato | N  | V | P | V | P | V | N | P  | V | P  | V  | V  | V  | P  | N  | V  | V  | V  | P  | V  | N  | V  | V  | P  | V  | P  | N  | N  | N  | N  | V  | V  | P  | V  | P  | V  | N  | V  |
| Posizione | 10 | 3 | 7 | 4 | 9 | 7 | 9 | 11 | 9 | 11 | 8  | 5  | 5  | 6  | 6  | 5  | 5  | 3  | 4  | 3  | 4  | 3  | 3  | 4  | 3  | 5  | 5  | 4  | 4  | 5  | 4  | 4  | 4  | 3  | 4  | 2  | 2  | 2  |

Legenda:

Luogo: C = Casa; T = Trasferta. Risultato: V = Vittoria; N = Pareggio; P = Sconfitta.

### Statistiche dei giocatori
Sono in corsivo i calciatori che hanno lasciato la società a stagione in corso.
| Giocatore       | Serie D  | Serie D | Serie D     | Serie D    | Coppa Italia Serie D | Coppa Italia Serie D | Coppa Italia Serie D | Coppa Italia Serie D | Totale   | Totale | Totale      | Totale     |
| Giocatore       | Presenze | Reti    | Ammonizioni | Espulsioni | Presenze             | Reti                 | Ammonizioni          | Espulsioni           | Presenze | Reti   | Ammonizioni | Espulsioni |
| --------------- | -------- | ------- | ----------- | ---------- | -------------------- | -------------------- | -------------------- | -------------------- | -------- | ------ | ----------- | ---------- |
| A. Barazzetta   | 33+2     | 2       | 4           | 0          | 1                    | 1                    | 1                    | 0                    | 36       | 3      | 5           | 0          |
| A. Barbui       | 24+2     | 0       | 2           | 0          | 0                    | 0                    | 0                    | 0                    | 26       | 0      | 2           | 0          |
| A. Becchi       | 12       | 1       | 4           | 1          | 0                    | 0                    | 0                    | 0                    | 12       | 1      | 4           | 1          |
| R. Beretta      | 34+2     | 3       | 3           | 0          | 1                    | 0                    | 0                    | 0                    | 37       | 3      | 3           | 0          |
| F. Bertoli      | 25+1     | 1       | 2           | 0          | 1                    | 0                    | 0                    | 0                    | 27       | 1      | 2           | 0          |
| F. Bertonelli   | 9        | 0       | 2           | 1          | 1                    | 0                    | 0                    | 0                    | 10       | 0      | 2           | 1          |
| S. Bettoni      | 27+2     | 0       | 3           | 0          | 0                    | 0                    | 0                    | 0                    | 29       | 0      | 3           | 0          |
| M.J. Bingo      | 34+2     | 9       | 0           | 0          | 1                    | 0                    | 0                    | 0                    | 37       | 9      | 0           | 0          |
| F. Bini         | 31+2     | 1       | 11+1        | 1          | 1                    | 0                    | 0                    | 0                    | 34       | 1      | 12          | 1          |
| L. Caradonna    | 35+2     | 2       | 5           | 0          | 0                    | 0                    | 1                    | 0                    | 37       | 2      | 6           | 0          |
| E. Confalonieri | 37+2     | 4+1     | 4           | 0          | 1                    | 0                    | 0                    | 0                    | 40       | 5      | 4           | 0          |
| M. Di Lernia    | 33+2     | 2       | 6+1         | 1          | 1                    | 1                    | 0                    | 0                    | 36       | 3      | 7           | 1          |
| D. De Stefano   | 3        | 0       | 0           | 0          | 1                    | 0                    | 0                    | 0                    | 4        | 0      | 0           | 0          |
| A.M. Eboa       | 0        | 0       | 0           | 0          | 0                    | 0                    | 0                    | 0                    | 0        | 0      | 0           | 0          |
| R. Febbrasio    | 0        | 0       | 0           | 0          | 0                    | 0                    | 0                    | 0                    | 0        | 0      | 0           | 0          |
| F. Feragina     | 0        | 0       | 0           | 0          | 0                    | 0                    | 0                    | 0                    | 0        | 0      | 0           | 0          |
| N. Gambino      | 10       | 0       | 0           | 0          | 1                    | 0                    | 0                    | 0                    | 11       | 0      | 0           | 0          |
| M. Gasparri     | 37+2     | 6       | 5           | 0          | 1                    | 0                    | 2                    | 1                    | 40       | 6      | 7           | 1          |
| E. Grosso       | 4        | 0       | 0           | 0          | 1                    | 0                    | 0                    | 0                    | 5        | 0      | 0           | 0          |
| R.A. Iacovelli  | 0        | 0       | 0           | 0          | 0                    | 0                    | 0                    | 0                    | 0        | 0      | 0           | 0          |
| L. Mantovani    | 0        | 0       | 0           | 0          | 0                    | 0                    | 0                    | 0                    | 0        | 0      | 0           | 0          |
| G. Mazzei       | 0        | 0       | 0           | 0          | 0                    | 0                    | 0                    | 0                    | 0        | 0      | 0           | 0          |
| M. Moracchioli  | 27+2     | 0       | 3           | 0          | 0                    | 0                    | 0                    | 0                    | 29       | 0      | 3           | 0          |
| D. Proverbio    | 0        | 0       | 0           | 0          | 0                    | 0                    | 0                    | 0                    | 0        | 0      | 0           | 0          |
| A. Quaggio      | 24+2     | 7+1     | 5+1         | 0          | 0                    | 0                    | 0                    | 0                    | 26       | 8      | 6           | 0          |
| R. Ravasi       | 37+2     | 7+1     | 6           | 0          | 1                    | 0                    | 0                    | 0                    | 40       | 8      | 6           | 0          |
| A. Robbiati     | 23+1     | 1       | 5           | 0          | 1                    | 0                    | 0                    | 0                    | 25       | 1      | 5           | 0          |
| L. Ronzoni      | 28+2     | 3       | 2+1         | 1          | 1                    | 0                    | 1                    | 0                    | 31       | 3      | 4           | 1          |
| G. Russo        | 19       | 0       | 2           | 1          | 0                    | 0                    | 0                    | 0                    | 19       | 0      | 2           | 1          |
| L.P. Tamma      | 19+2     | 0       | 1           | 0          | 1                    | 0                    | 0                    | 0                    | 22       | 0      | 1           | 0          |
| F. Testa        | 0        | 0       | 0           | 0          | 0                    | 0                    | 0                    | 0                    | 0        | 0      | 0           | 0          |
| V. Todaj        | 1        | 0       | 0           | 0          | 0                    | 0                    | 0                    | 0                    | 1        | 0      | 0           | 0          |
| R. Tolomeo      | 1        | 0       | 0           | 0          | 0                    | 0                    | 0                    | 0                    | 1        | 0      | 0           | 0          |
| A. Tondi        | 2        | 0       | 0           | 0          | 0                    | 0                    | 0                    | 0                    | 2        | 0      | 0           | 0          |

### Esplicative
1. ↑  Giocata su campo neutro per l'indisponibilità dello stadio Giovanni Mari di Legnano, che nella settimana precedente aveva ospitato la corsa ippica del Palio di Legnano.
2. ↑  Inizialmente prevista per il 12 dicembre 2021, è stata rinviata al 26 gennaio 2022 a causa dell'impraticabilità del campo di gioco.
3. ↑  Inizialmente prevista per il 19 dicembre 2021, è stata rinviata al 9 marzo 2022 a causa della pandemia di COVID-19.
4. ↑  Inizialmente prevista per il 22 dicembre 2021, è stata rinviata al 16 gennaio 2022 a causa della pandemia di COVID-19.
5. ↑  Giocata tra la 19ª e la 20ª giornata.
6. ↑  Giocata tra la 27ª e la 28ª giornata.
7. ↑  I dati aggiuntivi si riferiscono ai play-off.

### Bibliografiche
1. 1 2   Rosa 2021-2022, su aclegnano.it. URL consultato il 19 maggio 2022.
2. ↑   A.C. Legnano - Società, su aclegnano.it. URL consultato il 21 maggio 2022.
3. ↑   Confermato capitan Gasparri, Cocuzza lascia, su aclegnano.it. URL consultato il 21 maggio 2022.
4. ↑   Calciomercato - Legnano 2021-2022, su tuttocampo.it.